# Tonchemie

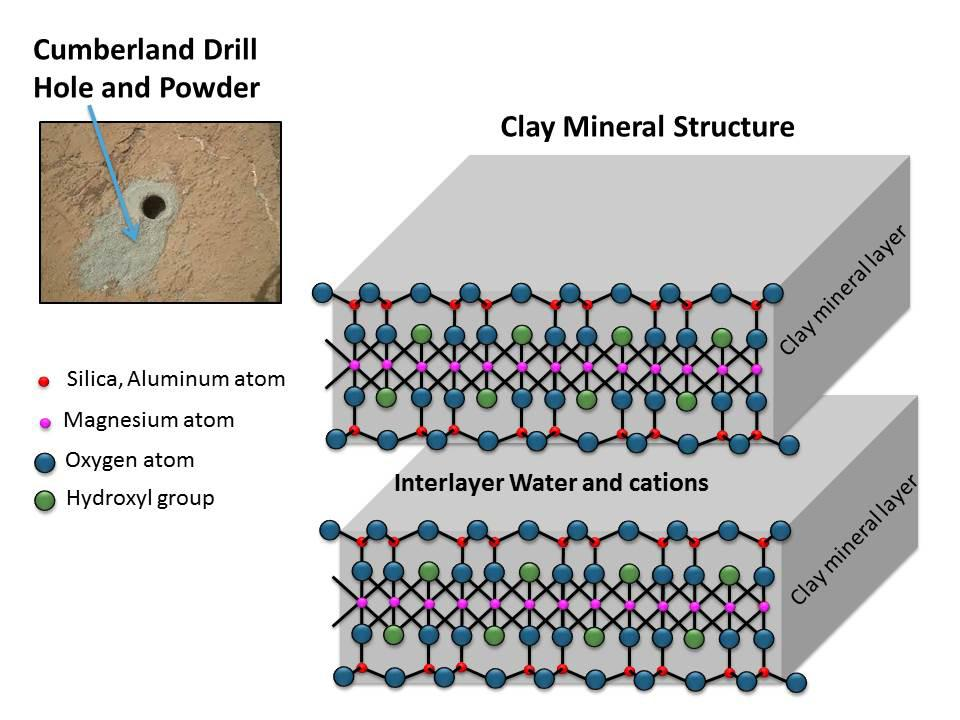
Schichtstrukturen von Ton im Nanometermaßstab

Tonchemie ist ein anwendungsorientiertes Teilgebiet der Chemie, das sich mit den chemischen Strukturen, Eigenschaften und Reaktionen von Ton und Tonmineralen beschäftigt. Es verbindet Erkenntnisse aus der anorganischen und Strukturchemie, physikalischen Chemie, Materialchemie, analytischen Chemie, organischen Chemie, Mineralogie und Geologie.

## Bedeutung und Anwendungen
Tonminerale gehören zu den am häufigsten genutzten Industriemineralen. Ihre Verwendung reicht von Rohstoffen für Keramik und Bauwesen über Adsorptionsmittel, Katalysatoren, Zusatzstoffe, Füllstoffe, Arzneimittelträger bis hin zu Baumaterialien. Aufgrund ihres schichtartigen Aufbaus auf Nanometerskala, ihrer festen und austauschbaren Ladungen sowie der Fähigkeit, Moleküle zu adsorbieren, einzulagern (Interkalation) und stabile kolloidale Dispersionen zu bilden, weisen Tonminerale besondere Eigenschaften auf. Diese werden gezielt genutzt, beispielsweise zur Modifikation von Oberflächen und Zwischenschichten für technische, chemische und umweltbezogene Anwendungen.

### Kationenaustausch und Bodenfruchtbarkeit

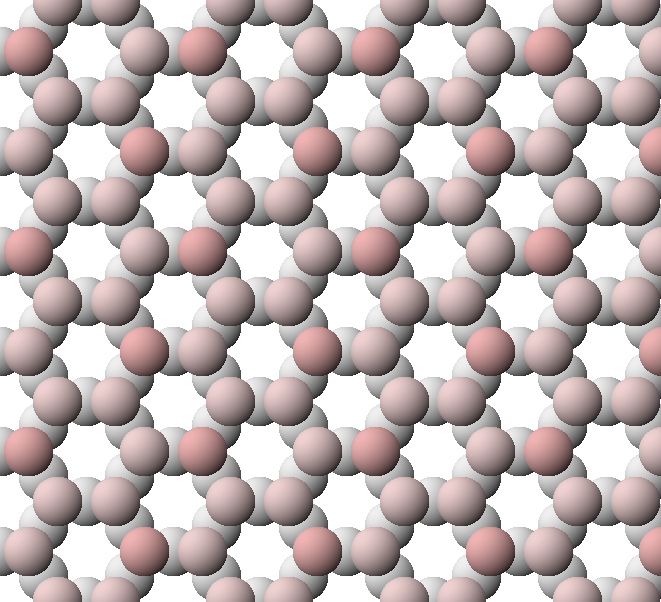
Ansicht der tetraedrischen Schichtstruktur eines Tonminerals. Apikale Sauerstoffionen sind rosa.

Die Kationenaustauschkapazität (KEK, engl. Cation Exchange Capacity) der Tonminerale spielt eine zentrale Rolle für das Gleichgewicht der wichtigsten Kationen (Na^+, K^+, Ca^2+, Mg^2+, NH_4^+) und die pH-Steuerung im Boden. Dadurch beeinflusst sie maßgeblich die Bodenfruchtbarkeit. Die gezielte Veränderung der KEK ist Grundlage für die Entwicklung spezifischer Adsorptionsmittel, etwa in chemischen Sensoren und zum Entfernen von Schadstoffen aus Wasser.

### Wechselwirkungen und industrielle Bedeutung
Die Fähigkeit der Tonminerale, mit Wasser zu reagieren (Interkalation, Adsorption, Dispersionsbildung), ist von entscheidender Bedeutung für die keramische Industrie, insbesondere hinsichtlich Plastizität und Fließeigenschaften keramischer Massen. Mechanische Eigenschaften von Böden, wichtig z. B. für Bauingenieurwesen, hängen ebenfalls davon ab.
Auch im Zusammenhang mit organischen Stoffen im Boden, etwa bei der Bindung und Freisetzung von Nährstoffen, Pestiziden und Schadstoffen, spielen Tonminerale eine wichtige Rolle. Manche werden als Trägermaterial für Pflanzenschutzmittel eingesetzt (z. B. Kaolinit).

### Geologie, Umwelt und moderne Werkstoffe
Tonminerale entstehen als Endprodukt der chemischen Verwitterung vieler Gesteinsarten und sind wichtig für die Landschaftsentwicklung und die Eigenschaften von Sedimenten. Ihr Nachweis auf anderen Planeten, wie 2009 auf dem Mars, wird als Hinweis für das frühere Vorhandensein von Wasser gewertet.
Seit den späten 1990er Jahren werden Tonmineral-Nanopartikel zur Herstellung organisch-anorganischer Nanokomposite in Polymermatrizen verwendet. In der chemischen Industrie dienen Tonminerale als Katalysatoren, Katalysatorträger oder -vorstufen, z. B. in der Autoabgasreinigung oder in der Ölraffinerie.